# Ole Buhl
Ole Peter Buhl (3. juni 1912 i Lemvig – 26. marts 1987 i København) var en dansk arkitekt og professor.
Ole Buhl var søn af sagfører, senere kreditforeningsdirektør Orla Buhl og Ingrid f. Jessen.
Han var i tømrerlære 1930-1933 og derefter på Husbygningsteknikum og Kunstakademiets Arkitektskole i København 1935-1936. Han var engageret i arbejderbevægelsen og medlem af den kollektive tegnestue Kooperative Arkitekter 1936-1946. Derefter havde han tegnestue sammen med Harald Petersen 1946-1954 og dernæst selvstændig.
Buhl var konsulent for De samvirkende Lejerforeninger 1935-1950, domsmand i Boligretten fra 1942, medlem af Københavns Boligkommission 1945-1950, af Statens Ungdomskommission 1945-1950 og professor i bygningskunst ved Arkitektskolen Aarhus 1969-1982.
Han udstillede på Nordisk Byggedag, Oslo 1939, og Charlottenborg Forårsudstilling 1955. Buhl rejste i Tyskland 1930, Frankrig 1934, 1947 og 1949, Finland, Polen og USSR 1935 samt England 1948.
Buhl var 1. gang gift med Zipora Korzen (født 17. december 1914) og 2. gang 28. februar 1947 i København med sekretær Anne Margrethe (Grete) Ingeborg Johannsen (5. maj 1904 i Næstved – 3. august 1991 i København), datter af købmand Frederik Anton Mathias Nicolaus J. og Ingeborg Frederikke Jørgensen.

## Værker
- Boligbebyggelsen Haunstrupgaard (1937-38 og 1941, med Kooperative Arkitekter)
- Boligbebyggelsen Enighedslund i Aalborg (1938, med Kooperative Arkitekter)
- Boligbebyggelsen Bispeparken (1939-41, med Kooperative Arkitekter)
- Boligbebyggelsen Munkevangen, Borups Allé, København (1945-46, med Kooperative Arkitekter)
- Rækkehuse, Rymarksvej 16-78, København (1945-46, med Kooperative Arkitekter)
- Hotel Codan, Sankt Annæ Plads 21, København (1948-49, sammen med Ole Falkentorp)
- Boligbebyggelsen Søndervangen i Glostrup (1949)
- Boligbebyggelsen Arbejderbo, Glostrup (1949-50)
- Præstevænget, Englandsvej, København (1950-51)
- Kollektivhuse på Bellahøj, København (1950-51)
- Kollegiet Solbakken, Vigerslev Allé, København (1954-56)
- Kvindeligt Arbejderforbunds hovedkontor, Ewaldsgade 3, København (1960, præmieret af Københavns Kommune 1961)
- 1. præmie i konkurrence om idé til udformning af et udstillingsterræn til en verdensudstilling i København (1960, sammen med Knud Svensson)
- Murersvendeforbundets Stiftelse (1962-63, præmieret af Københavns Kommune 1964)
- Dalvangen i Glostrup (1964-66)
- Bygning for Arbejdsmændenes Fællesledelse i København (1965-66)
- Villa, Svanholmvej 10, Vallensbæk (1966)
- Plejehjem og folkepensionistboliger, Gyldenrisvej, København
- Kursusejendommene Bakkerne og Ulandshøjskolen, Holte (1968)
- Smedenes Hus, hovedsæde for Dansk Metal, Nyropsgade 38, København (1970-72)
- Forbundshuset, Mimersgade 47, København (1972)

### Litterære arbejder
- Socialt Boligbyggeri, 1941.
- Bearbejdning af og forord til Le Corbusier: Menneskenes bolig, 1945.
- Artikler i dagbladet Land og Folk, Nyt Tidskrift for Kunstindustri, Arkitekten og andre fagtidsskrifter.